# Vändra
Vändra – miasto (est. Vändra alevvald) w Estonii, w prowincji Parnawa.